# Trại Polei Kleng
Trại Polei Kleng (còn gọi là Trại Lê Vanh, Căn cứ hỏa lực Bass, Bãi đáp Bass hoặc Trại Biệt kích Polei Kleng) là căn cứ cũ của Quân đội Mỹ và Quân lực Việt Nam Cộng hòa (QLVNCH) ở phía tây bắc Kon Tum tại Cao nguyên Trung phần, Việt Nam Cộng hòa.

## Lịch sử
Căn cứ này được Biệt đội A-241, Liên đoàn 5 Biệt kích thành lập vào tháng 6 năm 1966, cách Kontum khoảng 16 km về phía tây.
Trong tháng 3–tháng 4 năm 1969, căn cứ này được sử dụng làm hậu cứ dành cho cuộc hành quân Wayne Grey, một chiến dịch chống lại Trung đoàn 24 và 66 của Quân đội Nhân dân Việt Nam (QĐNDVN) tại Thung lũng Plei Trap.
Căn cứ được chuyển giao cho Tiểu đoàn 62 Biệt động quân Biên phòng của QLVNCH vào tháng 8 năm 1970.
Tháng 5 năm 1972 trong Trận Kontum sau khi tràn ngập các căn cứ của QLVNCH tại Tân Cảnh, Đắk Tô và các căn cứ hỏa lực dọc theo dãy núi Rocket Ridge, QĐNDVN đã chuyển sự chú ý của họ sang căn cứ này và Trại Bến Hét, là nơi chặn đứng các mũi tiến công nhằm vào Kontum. Căn cứ này đã phải hứng chịu hỏa lực pháo binh kể từ ngày 24 tháng 4, nhưng từ giữa trưa ngày 6 tháng 5, khối lượng hỏa lực tăng lên đáng kể với hơn 500 quả đạn phá hủy một cách có hệ thống các boongke của căn cứ và Trung đoàn 64 QĐNDVN bèn tung một đợt tấn công bằng bộ binh hòng xâm nhập vào vành đai căn cứ. Vào lúc 19:00, hai cố vấn Mỹ tại căn cứ này được di tản bằng trực thăng.:154–6 Cuộc tấn công này liền bị đẩy lùi và QLVNCH tiếp tục giữ vững trong 3 ngày nữa vào lúc đó, hỏa lực hùng hậu của không quân Mỹ, bao gồm cả trực thăng chiến đấu và 16 cuộc không kích của Boeing B-52 Stratofortress, tập trung vào lực lượng QĐNDVN đang tấn công. Đêm ngày 7 tháng 5, QĐNDVN lại cố đánh thêm một lần nữa nhưng lần này họ bị đẩy lui và tổn thất tới 300 người.:156 Sáng ngày 9 tháng 5, QLVNCH đã từ bỏ khu căn cứ này trước cuộc tấn công bằng xe tăng và bộ binh QĐNDVN, chỉ có 97 người lính QLVNCH cùng gia đình họ là đến được nơi an toàn ở Kontum.
Sau ngày 30 tháng 4 năm 1975, căn cứ này được cải tạo thành khu nhà ở và đất nông nghiệp, sân bay vẫn có thể nhìn thấy trên hình ảnh vệ tinh. Đường băng trước đây hiện đã được đưa vào một con phố.